# Cvetak zanovetak
Cvetak zanovetak är den serbiska sångerskan Svetlana Ražnatovićs debutalbum, utgivet 1988.

## Låtlista
1. "Cvetak zanovetak"
2. "Želim te u mladosti"
3. "Đački spomenari"
4. "Veliko srce"
5. "Kuda žuriš"
6. "Očima te pijem"
7. "Detelina sa četri lista"
8. "Eto, eto, prođe leto"
9. "Ja tebe hoću"